# بنجامين سبيد
بنجامين سبيد (بالإنجليزية: Benjamin Speed)‏ هو ملحن أسترالي، ولد في 27 يونيو 1979.

## وصلات خارجية
- الموقع الرسمي
- بنجامين سبيد على موقع IMDb (الإنجليزية)
- بنجامين سبيد على موقع ديسكوغز (الإنجليزية)
- بنجامين سبيد على موقع قاعدة بيانات الفيلم (الإنجليزية)